# Vertrag von Landin
Der Vertrag von Landin aus dem Jahr 1250 gilt als Geburtsstunde der Uckermark, einer historisch gewachsenen Landschaft in Brandenburg. Er war strategischer Teil des expansiven deutschen Landesausbaus nach Osten und Norden unter den gemeinsam regierenden askanischen Markgrafen Johann I. und Otto III. Ort des Vertragsabschlusses und Namensgeber war der Ort Landin (später in Hohen- und Niederlandin unterteilt), ein Ortsteil der heutigen Stadt Schwedt/Oder im Landkreis Uckermark, in der die Brandenburger wahrscheinlich am Kappenberg zwischen Hohen- und Niederlandin ein Lager aufgeschlagen hatten.

## Geschichte

Das heutige Wappen des Landkreises Uckermark mit askanisch-brandenburgischem Adler und pommerschem Greifen.

Vertragspartner der Askanier war der Pommernherzog Barnim I. („der Städtegründer“) aus dem pomoranischen Geschlecht der Greifen, der in dem Tauschgeschäft die nördliche Uckermark (Terra uckra) bis zur Welse, Randow und Löcknitz gegen das halbe Land Wolgast an die Askanier abtrat. Damit gehörten die gesamten ehemaligen Gebiete der Ukranen und Retschanen, zur Uckermark vereinigt, zur Mark Brandenburg. Erst ein Jahr zuvor hatten Johann I. und Otto III. die Mark mit ihrem Sieg im sechsjährigen Teltow-Krieg um die letzten Teile des Barnim und Teltow erweitert.
Wolgast war den Askaniern durch ihre Heiratspolitik zugefallen: Johanns erste Frau Sophia, die Tochter König Waldemars II. von Dänemark, hatte das Land 1230 als Mitgift in die Ehe gebracht. Im Namen seiner Söhne (Johanneische Linie) erhob Johann I. in der Verhandlung mit Barnim I. Anspruch auf das Erbe Wolgast, verzichtete dann aber zugunsten des Vergleichs.
Für Barnim I. war das Tauschgeschäft auf den ersten Blick nicht sehr lukrativ. Da klar war, dass die Askanier nach erfolglosen Verhandlungen ihre Interessen gewaltsam durchsetzen würden und die Pommern militärisch unterlegen waren, sah sich Barnim I. wohl oder übel zum Vertragsabschluss gezwungen. Allerdings konnte er aushandeln, dass die Askanier die für den Tod Wartislaws III. vereinbarte Eventualsukzession zurücknahmen; Barnim I. war der Vetter Wartislaws. Diese Vereinbarung, nach der Wartislaws Herrschaftsgebiet im Falle seines Todes ohne direkte Erben an Brandenburg fallen sollte, hatten die beiden Askanier Wartislaw im Vertrag von Kremmen am 20. Juni 1236 aufgezwungen. Zudem hielt die Übertragung Wolgasts die Askanier von der Ostsee fern.

## Textauszüge
Im Vertragstext findet die Westgrenze keine Erwähnung, da die Uckermark hier an das bereits askanische Land Stargard stieß. Im Text heißt es über den Herzog Barnim I. unter anderem,

„dass er Schloss und Land Wolgast, welches an die Söhne seines Herren, den Markgrafen Johann, nach Erbrecht gefallen wäre, gegen das Recht eingenommen und behalten hätte, und in Folge dessen der Gnade seiner beiden Herren, der Markgrafen, verlustig gegangen wäre. Mit seinen Freunden und Getreuen vor das Antlitz derselben getreten, habe er ihre Gunst wieder zu erlangen, den Vergleich geschlossen, den Markgrafen zur Entschädigung für Schloss und Land Wolgast das Uckerland mit Zehnten und allem Zubehör vom Fluss Welse bis durch die Mitte des Randowbruches, von dort bis in die Mitte des Flusses Löcknitz, von der Löcknitz bis an die Ucker, von diesem Flusse gerade durch bis zum Flusse Sarow freiwillig zu überlassen, mit dem Vorbehalt der Rechte des Bischofs von Cammin. […] alle seine Güter besitze er als Lehn der Markgrafen. Das Schloss und Land Wolgast und außerdem alle seine Güter mit seinem Vetter Wartislaw in gesamter Hand empfangen habe und gelobe den Markgrafen gegen jedermann, wo er mit Ehre folgen könne, Vasallendienste zu leisten.“